# انحناء جذر السن
إنّ وجود جذْر مستقيم بقناة مستقيمة أمر استثنائي؛ لأن معظم الأسنان الطبيعية تُظهر انحناءات في جذورها. إضافةً إلى ذلك تكون الانحناءات في عدة مستويات على طول الجذر.  تم استخدام مصطلح الانحناء لأول مرة من قبل تومز عام 1848 ميلادي
و تمّ تعريفه على أنّه الانحراف أوالتغيّر في العلاقة الخطية بين تيجان الأسنان و جذورها
تبعاً لهذا التعريف تم تفريق الانحراف عن مصطلح الالتواء نادر الاستخدام والذي يعرف بأنّه السن ذو جذر معقوف أو ملتوي. قام ستيوارت بربط انحراف الأسنان بشكل يد شرطيّ المرور
، بينما أطلق مورو مصطلح سن العقرب على هذه الحالة. تتنوع معايير تعريف انحراف الجذر في الأدبيّات الطبية. اعتبر بعض العلماء أنّ هناك انحناء بالاتجاه الأنسي أو الوحشي إذا كان الجذر يصنع زاوية بمقدار 90 درجة أو أكثر مع محور السن ، بينما عرفه آخرون بأنه انحاء بمقدار 20 درجة مع محور السن في الجزء الذروي منه.
قد يتظاهر انحناء الأسنان بأشكال عديدة منها عدم بزوغ السن المصاب أو بقاء الأسنان اللبنية لفترات طويلة في الفم أو نفاذ الذروة من الصفيحة القشرية الشفوية أو قد يكون لا عرضي. إذا احتاج السن المنحني البازغ لمعالجة لبية فإن هذا الانحناء يمكن أن يعقد هذه الحالة بشكل كبير.

## الأسباب
يتفق معظم العلماء أنّ هناك سببين محتمَلين لانحناء الأسنان: السبب الأول الأكثر شيوعاً هو حدوث رضّ على السن اللبني الموافق، ما ينتج عنه تشوه في تطور السن الدائم، القسم المتكلس من برعم السن الدائم يتوضع بطريقة خاطئة حيث يصنع باقي البرعم زاوية مع البرعم الطبيعي.
بالرغم من أن نسبة الإصابات الرضية على الأسنان المؤقتة تتراوح بين 11-30% فإن وجود انحراف في الأسنان الدائمة منخفضاً جداً ولا تتوافق مع النسبة العالية للرضوض. الإصابات الرضية للأسنان المؤقتة ليست السبب الوحيد للأسنان المنحنية. يمكن أن يكون السبب اضطرابات تطورية مجهولة السبب في حال عدم وجود دليل واضح على إصابة رضية.
بالرغم من أنّ الضرر يتبع عادةً انقلاع أو إقحام السن اللبني للداخل قبل سن ال4 سنوات ، تظهر بعض التقارير تساؤلات حول أسباب انحناء الأسنان وهي لا تدعم الاعتقاد السائد بأن الرض هو سبب انحناء الأسنان.
دعم بعض الباحثون وجهة النظر هذه لأن معظم الأسنان المنحنية وجدت في الأسنان الخلفية وهذه الأسنان غير معرضة للرضوض المباشرة. من العوامل المساهمة الأخرى: تشكل ندبة أو طفرة تطورية أثناء تشكل برعم السن  أو إنتانات القناة الجذرية المتقدمة، تطور البرعم السني خارج مكانه ونقص مسافة البزوغ للسن، تأثير البنى التشريحية (مثلاً: العظم القشري للفك العلوي أو قناة الفك السفلي أو الوهدة الأنفية التي قد تؤدي إلى انحراف الغشاء الظهاري للبرعم) ،وجود كيس ملاصق أو ورم أو ورم سني (الورم السني للأسنان المؤقتة)

، التنبيب الفموي الرغامي أو تنظير الحنجرة، وجود عائق ميكانيكي أثناء البزوغ (مثلاً: وجود سن مؤقت متكلس لا يتم امتصاصه)
، إعادة زرع الأسنان ، قلع الأسنان اللبنية ، وعوامل وراثية.

## التشخيص
من الضروري تشخيص وجود انحناء عند الحاجة إلى معالجة لبية للسن المصاب والقلع أو المعالجة التقويمية ، وبالرغم من إمكانية ملاحظة الانحناء من تاج السن في الفم، إلا إنه من الضروري الفحص الشعاعي لتشخيص الانحناء بشكل جيد. يجب تمييز الانحناء في مستويين مختلفين حيث يمكن تصنيفها إلى أنسي، وحشي، شفوي أو دهليزي، حنكي أو لساني. إذا كان الانحناء بالاتجاه الأنسي أو الوحشي يظهر واضحاً في الصور الذروية، لكن عندما يكون الانحناء بالاتجاه الحنكي/اللساني أو الشفوي/الدهليزي تمر حزمة الأشعة عبر الجزء المنحني من الجذر باتجاه موازٍ للانحناء تقريباً. يظهر عندها نهاية الجزء المنحني من الجذر كمنطقة ظليلة شعاعياً وفي مركزها بقعة مظلمة بسبب الثقبة الذروية للجذر (تم ربط هذا الشكل بعين الثور أو الهدف). يمكن أن يظهر فراغ اللّجام حول السني المحيط بالمنطقة المنحنية من الجذر كهالة شافة شعاعياً، وتكون الكثافة الشعاعية في هذا الجزء من الجذر أكبر من بقية الجذر نتيجة زيادة ثخانة بنية السن التي يجب على الأشعة عبورها. في بعض الحالات خاصةً في الفك العلوي يمكن أن يحول اتجاه اسقاط الأشعة على السن دون التعرف على حالة الانحناء. ليس التصوير الشعاعي البانورامي وحده هو الطريقة المختارة لتشخيص انحناءات الجذور، بل يجب إجراء صور إضافية بزوايا مختلفة للمساعدة في التشخيص.